# Észak-Rodézia az 1964. évi nyári olimpiai játékokon
Észak-Rodézia a japán Tokióban megrendezett 1964. évi nyári olimpiai játékok egyik részt vevő nemzete volt. Az országot az olimpián 5 sportágban 12 sportoló képviselte, akik érmet nem szereztek. Zambia első alkalommal vett részt az olimpiai játékokon, itt még Észak-Rodézia néven.

## Atlétika
Férfi
| Versenyző            | Versenyszám | Előfutam | Előfutam | Előfutam | Negyeddöntő | Negyeddöntő | Negyeddöntő | Elődöntő | Elődöntő | Elődöntő | Döntő   | Döntő    |
| Versenyző            | Versenyszám | Idő      | Hely.    | Össz.    | Idő         | Hely.       | Össz.       | Idő      | Hely.    | Össz.    | Idő     | Helyezés |
| -------------------- | ----------- | -------- | -------- | -------- | ----------- | ----------- | ----------- | -------- | -------- | -------- | ------- | -------- |
| Jeffery Smith        | 100 m       | 10,86    | 7.       | 46.*     | kiesett     | kiesett     | kiesett     | kiesett  | kiesett  | kiesett  | kiesett | kiesett  |
| Jeffery Smith        | 200 m       | 21,77    | 4.       | 36.      | 22,05       | 7.          | 28.         | kiesett  | kiesett  | kiesett  | kiesett | kiesett  |
| Wallie Babb          | 110 m gát   | 14,80    | 7.       | 25.      |             |             |             | kiesett  | kiesett  | kiesett  | kiesett | kiesett  |
| Laurent Chifita      | Maraton     |          |          |          |             |             |             |          |          |          | 2:51:53 | 57.      |
| Trev Haynes          | Maraton     |          |          |          |             |             |             |          |          |          | 2:45:08 | 54.      |
| Constantino Kapambwe | Maraton     |          |          |          |             |             |             |          |          |          | 2:39:28 | 46.      |

* - egy másik versenyzővel azonos időt ért el

## Birkózás
Szabadfogású
| Versenyző       | Versenyszám | 1. forduló                     | 2. forduló                        | 3. forduló        | 4. forduló        | 5. forduló        | Döntő             | Helyezés    |
| Versenyző       | Versenyszám | Ellenfél Eredmény              | Ellenfél Eredmény                 | Ellenfél Eredmény | Ellenfél Eredmény | Ellenfél Eredmény | Ellenfél Eredmény | Helyezés    |
| --------------- | ----------- | ------------------------------ | --------------------------------- | ----------------- | ----------------- | ----------------- | ----------------- | ----------- |
| John Smith      | 63 kg       | Raúl Romero (ARG) · 3-1        | Vatanabe Oszamu (JPN) · kétvállas | kiesett           | kiesett           | kiesett           | kiesett           | helyezetlen |
| Theunis van Wyk | 87 kg       | Daniel Brand (USA) · kétvállas | Hollósi Géza (HUN) · kétvállas    | kiesett           | kiesett           | kiesett           | kiesett           | helyezetlen |

## Ökölvívás
| Versenyző             | Versenyszám | 32-es főtábla                  | Nyolcaddöntő      | Negyeddöntő       | Elődöntő          | Döntő             | Helyezés |
| Versenyző             | Versenyszám | Ellenfél Eredmény              | Ellenfél Eredmény | Ellenfél Eredmény | Ellenfél Eredmény | Ellenfél Eredmény | Helyezés |
| --------------------- | ----------- | ------------------------------ | ----------------- | ----------------- | ----------------- | ----------------- | -------- |
| Cornelis van der Walt | Harmatsúly  | Nicolae Puiu (ROU) · RSC       | kiesett           | kiesett           | kiesett           | kiesett           | 17.      |
| Ian McLoughlin        | Pehelysúly  | Takajama Maszakuzu (JPN) · 0-5 | kiesett           | kiesett           | kiesett           | kiesett           | 17.      |

## Úszás
Férfi
| Versenyző    | Versenyszám  | Előfutam | Előfutam | Előfutam | Elődöntő | Elődöntő | Elődöntő | Döntő   | Döntő    |
| Versenyző    | Versenyszám  | Idő      | Hely.    | Össz.    | Idő      | Hely.    | Össz.    | Idő     | Helyezés |
| ------------ | ------------ | -------- | -------- | -------- | -------- | -------- | -------- | ------- | -------- |
| Alan Durrett | 400 m gyors  | 4:39,0   | 5.       | 38.      |          |          |          | kiesett | kiesett  |
| Alan Durrett | 1500 m gyors | 18:24,9  | 5.       | 24.      |          |          |          | kiesett | kiesett  |
| Charles Fox  | 200 m mell   | 2:49,1   | 8.       | 30.      | kiesett  | kiesett  | kiesett  | kiesett | kiesett  |
| Charles Fox  | 400 m vegyes | 5:38,2   | 7.       | 28.      |          |          |          | kiesett | kiesett  |

## Vívás
Női
| Versenyző        | Versenyszám | Csoportkör | Csoportkör | Csoportkör        | Csoportkör | Elődöntő          | Elődöntő          | Döntő             | Helyezés    |
| Versenyző        | Versenyszám | 1. kör | 1. kör     | 2. kör            | 2. kör     | 3. kör            | 4. kör            | Döntő             | Helyezés    |
| Versenyző        | Versenyszám | Ellenfél Eredmény | Hely.      | Ellenfél Eredmény | Hely.      | Ellenfél Eredmény | Ellenfél Eredmény | Ellenfél Eredmény | Helyezés    |
| ---------------- | ----------- | --- | ---------- | ----------------- | ---------- | ----------------- | ----------------- | ----------------- | ----------- |
| Patricia Skinner | Tőr, egyéni | E. csoport · Mary Watts-Tobin (GBR) · 0-4 · Colette Flesch (LUX) · 1-4 · Janet Hopner (AUS) · 4-2 · Antonella Ragno (ITA) · 1-4 · Valentyina Rasztvorova (URS) · 0-4 · Mireya Rodríguez (CUB) · 0-4 | 6.         | kiesett           | kiesett    | kiesett           | kiesett           | kiesett           | helyezetlen |